# Lackenbach
Lackenbach is een gemeente in de Oostenrijkse deelstaat Burgenland, gelegen in het district Oberpullendorf (OP). De gemeente heeft ongeveer 1100 inwoners.

## Geografie
Lackenbach heeft een oppervlakte van 18,1 km². Het ligt in het uiterste oosten van het land.
Deutschkreutz · Draßmarkt · Frankenau-Unterpullendorf · Großwarasdorf · Horitschon · Kaisersdorf · Kobersdorf · Lackenbach · Lackendorf · Lockenhaus · Lutzmannsburg · Mannersdorf an der Rabnitz · Markt Sankt Martin · Neckenmarkt · Neutal · Nikitsch · Oberloisdorf · Oberpullendorf · Pilgersdorf · Piringsdorf · Raiding · Ritzing · Steinberg-Dörfl · Stoob · Unterfrauenhaid · Unterrabnitz-Schwendgraben · Weingraben · Weppersdorf
- Bibliothèque nationale de France: cb12005312g (data)
- Gemeinsame Normdatei: 4098903-3
- Library of Congress Control Number: n00043103
- Nationale Bibliotheek van Tsjechië: ge760583
- Nationale Bibliotheek van Israël: 987007478080905171
- Virtual International Authority File: 144024063
- WorldCat: E39PBJrchkP89Rw88y3bvM3hHC